# 李贵仁
李贵仁（1943—2020），作家，中华人民共和国持不同政见者，民主运动人士。

## 生平
浙江东阳县人，1943年生。后来随父母赴陕西。1965年毕业于陕西师范大学中文系。1979年考取为中国人民大学文艺学研究生后任职于陕西人民出版社。
1989年，李贵仁参加爱国民主运动被捕，1994年出狱。后一直处于国保监控之中。
2008年为《零八宪章》联署。
2020年病逝于西安。

## 著作
- 《在灵魂猛烈震颤之后》
- 《当封建主义正在肆虐的时候》
- 《人道主义——文学的灵魂》（硕士学位论文，因政治审查未能答辩）[1]